# یوتارو هارا
یوتارو هارا (انگلیسی: Yutaro Hara؛ زادهٔ ۲۳ آوریل ۱۹۹۰) بازیکن فوتبال اهل ژاپن است.
از باشگاه‌هایی که در آن بازی کرده‌است می‌توان به باشگاه فوتبال سانفریس هیروشیما اشاره کرد.